# Ernst Jenny
Ernst Jenny (* 16. Februar 1923 in Zürich, heimatberechtigt in Ennenda; † 14. Mai 2004 in Baden) war ein Schweizer Maschineningenieur und Manager.

## Leben
Ernst Jenny wuchs in Emmen-Gerliswil auf, weil sein Vater Heinrich Jenny, Dr. Ing. ETH, Direktor der Viscosuisse in Emmenbrücke war. Er besuchte die Technische Abteilung der Kantonsschule Alpenquai Luzern und schloss 1941 mit der Matura ab. Er leistete Aktivdienst in der Schweizer Milizarmee und begann ein Studium des Maschinenbaus an der ETH Zürich, welches er 1946 als Diplomingenieur beendete. Noch im selben Jahr trat er als Ingenieur in die Firma Brown, Boveri & Cie. (BBC) in Baden AG ein. Dort arbeitete er in der Versuchsabteilung der Turbinenfabrik. Berufsbegleitend verfasste er seine Doktorarbeit und wurde bei Gustav Eichelberg mit der Arbeit Berechnungen und Modellversuche über Druckwellen grosser Amplituden in Auspuffleitungen 1949 zum Dr. sc. tech. promoviert. Von 1950 bis 1953 machte er einen Auslandeinsatz für BBC in New York City. Nach seiner Rückkehr in die Schweiz arbeitete er im Labor für thermische Turbomaschinen, insbesondere an Turboladern. Die Beförderung zum Leiter dieses Labors erfolgte 1961. In diesem Jahr verfasste er einen Beitrag für die Festschrift zum 70. Geburtstag seines Doktorvaters Gustav Eichelberg. Ab 1969 wurde Jenny Leiter des Zentrallabors und der Technischen Dienste der Gesamtfirma in Baden. Manager mit Gesamtverantwortung für Aufladung und elektrische Mittelmaschinen wurde er ab 1975.  Als nächste Aufgabe übernahm er 1981 die Führung des Unternehmensbereichs Turbolader.

## Weitere Tätigkeiten
- Mitglied der Eidgenössischen Mass- und Gewichtskommission
- Ausschussmitglied der Gemeinschaft Ehemaliger Polytechniker (GEP), heute Alumni ETH Zürich

## Ehrung
- 1987: Ehrendoktor der ETH Zürich für seine Arbeiten zur Aufladetechnik von Verbrennungsmotoren. Verleihung der Ehrendoktorwürde. ETH-Tag 1987. NZZ, 23. November 1987, S. 33.

## Veröffentlichung
- Der BBC-Turbolader. Verlag Birkhäuser, Basel 1993, ISBN 978-3-7643-2719-4. Buchbesprechung. NZZ, 26. Mai 1993, S. 69.